# San Francisco 49ers 1961
La stagione 1962 dei San Francisco 49ers è stata la 11ª della franchigia nella National Football League. Nel primo turno del Draft scelsero il futuro membro della Pro Football Hall of Fame Jimmy Johnson.

## Partite

### Stagione regolare
| Turno | Data       | Avversario             | Risultato | Pubblico |
| ----- | ---------- | ---------------------- | --------- | -------- |
| 1     | 17/9/1961  | Washington Redskins    | V 35–3    | 43,412   |
| 2     | 24/9/1961  | at Green Bay Packers   | S 30–10   | 38,624   |
| 3     | 1/10/1961  | at Detroit Lions       | V 49–0    | 53,155   |
| 4     | 8/10/1961  | Los Angeles Rams       | V 35–0    | 59,004   |
| 5     | 15/10/1961 | at Minnesota Vikings   | V 38–24   | 34,415   |
| 6     | 22/10/1961 | at Chicago Bears       | S 31–0    | 49,070   |
| 7     | 29/10/1961 | at Pittsburgh Steelers | S 20–10   | 19,686   |
| 8     | 5/11/1961  | Detroit Lions          | P 20–20   | 56,878   |
| 9     | 12/11/1961 | at Los Angeles Rams    | S 17–7    | 63,766   |
| 10    | 19/11/1961 | Chicago Bears          | V 41–31   | 52,972   |
| 11    | 26/11/1961 | Minnesota Vikings      | V 38–28   | 48,905   |
| 12    | 3/12/1961  | at Baltimore Colts     | S 20–17   | 57,641   |
| 13    | 10/12/1961 | Green Bay Packers      | V 22–21   | 55,722   |
| 14    | 16/12/1961 | Baltimore Colts        | S 27–24   | 45,517   |